# Carlos Horacio González González
Carlos Horacio González González   (Gijón, 30 de març de 1963) més conegut com a Zurdi, és un exfutbolista asturià. Ocupava la posició de davanter.
Va ser internacional amb la selecció espanyola sub-21.

## Trajectòria
Format als equips de futbol base del Col·legi Immaculada, es va incorporar a l'Sporting de Gijón Atlético el 1979. A la temporada 1982-83 va passar a formar part de la plantilla del Reial Sporting de Gijón i va debutar a Primera Divisió el 4 de setembre de 1982 en una trobada disputada davant el C. D. Màlaga.
L'estiu de 1988 fitxa pel València CF, on milita durant tres campanyes, sent també suplent, encara que gaudeix de força minuts. La temporada 91/92 és titular amb el CE Sabadell, a Segona Divisió, on marca sis gols en 30 partits. Posteriorment, fitxa pel Real Avilés Industrial.
En total, va sumar 144 partits i sis gols a primera divisió.